# Countdown – Ein Cop sieht rot
Countdown – Ein Cop sieht rot ist ein US-amerikanischer Actionfilm von John Stockwell aus dem Jahr 2016. Der Film wurde von den WWE Studios finanziert. In der Hauptrolle ist der Wrestler Dolph Ziggler zu sehen, daneben spielt noch Glenn Jacobs alias Kane eine tragende Rolle. Zahlreiche weitere WWE-Stars sind in kleineren Rollen beziehungsweise Cameos zu sehen.

## Handlung
Ray Thompson arbeitet beim Drogendezernat. Er ist ein harter, unerbittlicher Cop, der die Regeln dehnt und übertritt, wie es ihm gerade passt. Als er bei seiner letzten Ermittlung einem Kollegen auf die schusssichere Weste schießt, um seine Tarnung nicht zu gefährden, mischt sich die interne Ermittlerin Lieutenant Julia Baker ein. Sein Boss Lt. Frank Corbin suspendiert ihn vom Dienst. Doch plötzlich taucht ein Erpresserbrief auf, der an Ray adressiert ist. Auf einer Website erscheint ein Junge, der eine Sprengstoffweste trägt und irgendwo in der Stadt versteckt ist. Der Entführer fordert 2.000.112,35 US-Dollar, sonst sprengt er den Jungen in die Luft.
Ray soll die Übergabe erledigen. Diese findet am Rande einer Wrestling-Veranstaltung statt. Die Übergabe geht jedoch schief. Ray erschießt den Entführer zwar, bevor er den Zünder drücken kann, doch der Zeitzünder läuft weiter. Ray verbündet sich mit Julia, um den Jungen zu retten. Es beginnt eine Schnitzeljagd durch die ganze Stadt, bis sie den Jungen schließlich im Polizeirevier finden. Ray kann ihn in letzter Sekunde von der Sprengstoffweste befreien.

## Hintergrund
In Cameos sind unter anderem Jimmy Uso, Jey Uso, Roman Reigns, Santino Marella, Dean Ambrose, Curtis Axel, Mark Henry, Big Show, Daniel Bryan, Heath Slater, Randy Orton, Charles Robinson, Big E, Kofi Kingston, Xavier Woods, Viktor, Konnor, Sin Cara,  Kalisto, Brock Lesnar und Paul Heyman bei der Wrestling-Veranstaltung zu sehen. Zudem gibt es eine kleine Anspielung auf eine damals aktuelle Storyline um Dolph Ziggler, Lana und Rusev.

## Kritiken
Der Film stieß bei der Kritik auf wenig Gegenliebe. Gavin Jasper von Den of Geek bezeichnete die Action als unspektakulär und zum Teil sinnlos. Der Trailer versprach eine Verbindung mit Wrestling-Action im Stile des Jean-Claude-Van-Damme-Films Sudden Death, dessen Handlung am Rande eines Eishockey-Spiels spielt. Doch dies machte im Film nur zehn Minuten aus, diese sei sogar schlecht geschnitten. Der Blog Actionfreunde lobte zwar die schauspielerischen Bemühungen von Dolph Ziggler, bewertete den Film jedoch „als einen langweiligen Thriller, dessen Drehbuch diverse dumme Entscheidungen trifft, die sich verheerend auf die Spannungskurve auswirken.“